# 중심 닮음 변환

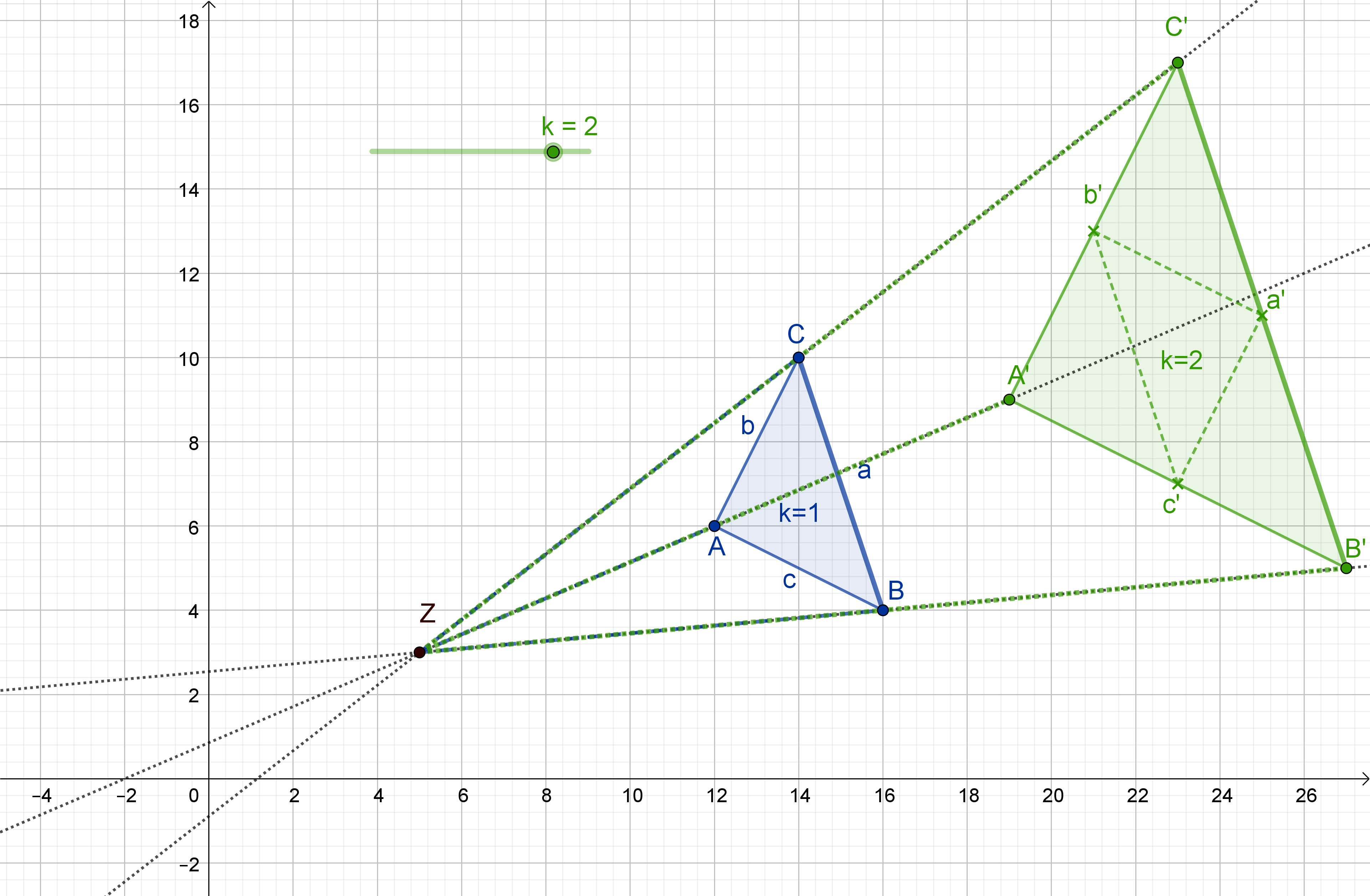

아핀 기하학에서 중심 닮음 변환(中心-變換, 영어: homothety 호모세티[*])은 주어진 점에 대한 방향을 보존하거나 반전시키되 이 점과의 거리를 일정한 비율로 확대 또는 축소시키는 함수이다. 이는 유클리드 공간 위에서만 유효한 정의이나, 임의의 아핀 공간 위에까지 확장될 수 있다. 주어진 아핀 공간 위의 중심 닮음 변환과 평행 이동은 함수의 합성에 대하여 군을 이룬다. 이는 모든 직선을 이에 평행하는 직선으로 대응시키는 전단사 함수들의 군과 같다.

## 정의
체 {\displaystyle K} 위의 아핀 공간 {\displaystyle A}와 점 {\displaystyle a_{0}\in A} 및 0이 아닌 상수 {\displaystyle \lambda \in K\setminus \{0\}}이 주어졌다고 하자. {\displaystyle a_{0}}을 중심으로 하고 {\displaystyle \lambda }를 비로 하는 {\displaystyle A}의 중심 닮음 변환은 다음과 같다.
{\displaystyle H_{a_{0},\lambda }\colon A\to A}
{\displaystyle H_{a_{0},\lambda }\colon a\mapsto a_{0}+\lambda (a-a_{0})\qquad (a\in A)}
특히, {\displaystyle \lambda =1}일 경우 이는 항등 함수이며, {\displaystyle \lambda =-1}일 경우 이는 중심점에 대한 반사와 같다.

### 확대 변환
체 {\displaystyle K} 위의 아핀 공간 {\displaystyle A} 위 함수 {\displaystyle D\colon A\to A}에 대하여, 다음 두 조건이 서로 동치이며, 이를 만족시키는 {\displaystyle D}를 확대 변환(擴大變換, 영어: dilatation)이라고 한다.
- 다음 두 조건을 만족시킨다.
  - {\displaystyle D}는 아핀 변환이다.
  - {\displaystyle D}의 선형 변환 성분은 일반 선형군 {\displaystyle \operatorname {GL} (V(A))}의 중심 {\displaystyle K\setminus \{0\}\subseteq \operatorname {GL} (V(A))}의 원소이다. (여기서 {\displaystyle V(A)}는 {\displaystyle A}의 평행 이동들로 구성된 벡터 공간이다.)
- {\displaystyle D}는 중심 닮음 변환이거나 평행 이동이다. (사실, 평행 이동은 무한원점을 중심으로 하는 중심 닮음 변환으로 생각할 수 있다.)

증명:
만약 {\displaystyle D}가 중심 닮음 변환이라면, 중심을 {\displaystyle a_{0}\in A}라고 하고, 비를 {\displaystyle \lambda \in K\setminus \{0\}}이라고 하자. 그렇다면 임의의 {\displaystyle a\in A}에 대하여
{\displaystyle D(a)-D(a_{0})=(a_{0}+\lambda (a-a_{0}))-a_{0}=\lambda (a-a_{0})}
이다. 즉, {\displaystyle D}는 {\displaystyle \lambda }를 선형 변환 성분으로 하는 아핀 변환이다.
만약 {\displaystyle D\in V(A)}가 평행 이동이라면, 평행 이동 벡터를 {\displaystyle v\in V(A)}라고 하자. 그렇다면 임의의 {\displaystyle a,b\in A}에 대하여,
{\displaystyle D(b)-D(a)=(b+v)-(a+v)=b-a}
이다. 즉, {\displaystyle D}는 항등 함수 {\displaystyle 1\in K\setminus \{0\}}을 선형 변환 성분으로 하는 아핀 변환이다.
만약 {\displaystyle D}가 {\displaystyle K\setminus \{0\}}의 원소 {\displaystyle \lambda \in K\setminus \{0\}}을 선형 변환 성분으로 하는 아핀 변환이라면, 임의의 {\displaystyle a\in A}를 취하자. 만약 {\displaystyle \lambda =1}이라면, 임의의 {\displaystyle b\in A}에 대하여
{\displaystyle D(b)=D(a)+(b-a)=b+(D(a)-a)}
이므로, {\displaystyle D}는 {\displaystyle D(a)-a}를 평행 이동 벡터로 하는 평행 이동이다. 만약 {\displaystyle \lambda \neq 1}이라면, 아핀 결합
{\displaystyle a_{0}={\frac {D(a)-\lambda a}{1-\lambda }}}
는 {\displaystyle D}의 고정점이다. 따라서 임의의 {\displaystyle b\in A}에 대하여,
{\displaystyle D(b)=D(a_{0})+\lambda (b-a_{0})=a_{0}+\lambda (b-a_{0})}
이므로, 이는 {\displaystyle a_{0}}을 중심으로 하고 {\displaystyle \lambda }를 비로 하는 중심 닮음 변환이다.

## 성질

### 대수적 성질
아핀 공간 {\displaystyle A} 위의 확대 변환들은 아핀 군 {\displaystyle \operatorname {Aff} (A)}의 정규 부분군 {\displaystyle \operatorname {Dil} (A)}를 이룬다. 특히, 모든 중심 닮음 변환은 전단사 아핀 변환이다.

### 기하학적 성질
체 {\displaystyle K} 위의 아핀 공간 {\displaystyle A} 위 함수 {\displaystyle D\colon A\to A}가 주어졌고, {\displaystyle \dim A\neq 1}이라고 하자. 그렇다면, 다음 두 조건이 서로 동치이다.
- {\displaystyle D}는 확대 변환이다.
- 다음 두 조건을 만족시킨다.
  - {\displaystyle D}는 전단사 함수이다.
  - 임의의 아핀 직선 {\displaystyle L\subseteq A}에 대하여, {\displaystyle D(L)}은 {\displaystyle L}에 평행하는 아핀 직선이다.

증명:
편의상 {\displaystyle \dim A\geq 2}라고 하자.
만약 {\displaystyle D}가 확대 변환이라면, 우선 {\displaystyle D}가 아핀 변환이므로, 임의의 아핀 직선 {\displaystyle L\subseteq A}에 대하여, {\displaystyle D(L)} 역시 아핀 직선이다. {\displaystyle D}의 선형 변환 성분을 {\displaystyle \lambda }라고 하고, 임의의 {\displaystyle a,b\in L}를 취하자. 그렇다면
{\displaystyle D(b)-D(a)=\lambda (b-a)}
이다. 따라서, {\displaystyle D(L)}은 {\displaystyle L}에 평행한다.
만약 {\displaystyle D}가 임의의 아핀 직선의 상이 이와 평행하는 아핀 직선인 전단사 함수라면, 임의의 아핀 직선 {\displaystyle L\subseteq A}를 취하고, {\displaystyle L}이 {\displaystyle \{a,b\}}로 생성된다고 하자. 그렇다면 {\displaystyle D(L)}은 {\displaystyle L}에 평행하는 아핀 직선이며, {\displaystyle \{D(a),D(b)\}}로 생성된다. 또한, 다음을 만족시키는 유일한 확대 변환 {\displaystyle D'\in \operatorname {Dil} (A)}가 존재한다.
{\displaystyle D'(a)=D(a)}
{\displaystyle D'(b)=D(b)}
임의의 {\displaystyle c\in A\setminus L}에 대하여, {\displaystyle D}에 대한 가정에 의하여, {\displaystyle \{D(a),D(c)\}}, {\displaystyle \{D(b),D(c)\}}로 생성된 아핀 직선은 각각 {\displaystyle \{a,c\}}, {\displaystyle \{b,c\}}로 생성된 아핀 직선에 평행한다. {\displaystyle D'}은 확대 변환이므로, {\displaystyle D'(c)}는 {\displaystyle \{D(a),D(c)\}}, {\displaystyle \{D(b),D(c)\}}로 생성된 아핀 직선의 교점이다. 즉, {\displaystyle D'(c)=D(c)}이다. {\displaystyle \dim A\geq 2}이므로 {\displaystyle L}과 평행하는 {\displaystyle L}이 아닌 아핀 직선 {\displaystyle L'\subseteq A\setminus L}가 존재하며, 이를 {\displaystyle L} 대신 사용하면 임의의 {\displaystyle c\in A\setminus L'}에 대하여 {\displaystyle D'(c)=D(c)}라는 사실을 얻는다. 따라서 {\displaystyle D=D'}이며, {\displaystyle D}는 확대 변환이다.
중심 닮음 변환에 대한 상 {\displaystyle H_{a_{0},\lambda }(a)}는 중심 {\displaystyle a_{0}}과 원래 점 {\displaystyle a}를 잇는 직선 위의 점이다. 유클리드 공간의 중심 닮음 변환에 대한 상과 이에 대한 원상은 양의 실수를 비로 할 경우 중심에 대하여 같은 쪽이며, 음의 실수를 비로 할 경우 중심에 대하여 반대쪽이다. 유클리드 공간의 {\displaystyle \lambda }를 비로 하는 중심 닮음 변환은 모든 두 점 사이의 거리를 {\displaystyle |\lambda |}의 비율로 확대·축소시킨다. 즉, 이는 {\displaystyle |\lambda |}를 비로 하는 닮음 변환이다.

## 예
3차원 유클리드 공간 {\displaystyle \mathbb {R} ^{3}}의 원점 {\displaystyle (0,0,0)}을 중심으로 하고 2를 닮음비로 하는 중심 닮음 변환은 다음과 같다.
{\displaystyle H_{(0,0,0),2}\colon \mathbb {R} ^{3}\to \mathbb {R} ^{3}}
{\displaystyle H_{(0,0,0),2}\colon (x,y,z)\mapsto (2x,2y,2z)\qquad (x,y,z\in \mathbb {R} )}

## 참고 문헌
- Berger, Marcel (1987). 《Geometry I》. Universitext (영어). 번역 Cole, Michael; Levy, Silvio. Berlin, Heidelberg: Springer. doi:10.1007/978-3-540-93815-6. ISBN 978-3-540-11658-5. ISSN 0172-5939.
- Johnson, Roger A. (1960) [1929]. 《Advanced Euclidean Geometry》 (영어). New York, N. Y.: Dover Publications.